# Veternik
Veternik (serbisch-kyrillisch Ветерник) ist eine serbische Siedlung im Okrug Južna Bačka. Sie ist ein Vorort der Gemeinde Novi Sad und hat 17.454 Einwohner (Stand: 2011).

## Name
Veternik wurde zu Ehren der serbischen Soldaten des Ersten Weltkriegs benannt, die am Berg Veternik die mazedonische Front stürmten. Zuerst wurde die Siedlung Novi Veternik („Neu-Veternik“) benannt, später aber in Veternik umbenannt. Veternik bedeutet „windig“ auf Deutsch.

## Geschichte
Die erste Erwähnung einer Siedlung in diesem Gebiet mit Namen Neu Ilof war 1848. Es war eine Siedlung für Arbeiter, die in einem Anwesen arbeiteten, dessen letzter Besitzer Graf Kotek war.
Die moderne Siedlung wurde 1918 für serbische Veteranen des Ersten Weltkriegs gegründet. Während des Zweiten Weltkriegs verbannte die ungarische Regierung die Bewohner aus Veternik und siedelte Ungarn aus Bukovina dort an. Nach dem Krieg zogen die ursprünglichen Bewohner zurück und die Siedlung wuchs in den kommenden Jahrzehnten stark an. Während 1948 789 Menschen Veternik bewohnten, sind es heute mehr als zwanzig mal so viel.

## Bevölkerung
Gerade in den 1990er Jahren wuchs die Bevölkerung stark an, was in den Flüchtlingen der Bürgerkriege in Kroatien und Bosnien und Herzegowina begründet liegt. In den letzten Jahren sank die Einwohnerzahl wieder leicht.
| Jahr      | 1948 | 1961  | 1971  | 1981  | 1991  | 2002   | 2011   |
| Einwohner | 789  | 1.908 | 5.730 | 9.556 | 9.899 | 18.626 | 17.454 |